# Rosalita (Come Out Tonight)
"Rosalita (Come Out Tonight)" je pjesma Brucea Springsteena iz 1973. s njegova albuma The Wild, the Innocent & the E Street Shuffle. Pjesma koja je postala jedan od omiljenih Springsteenovih koncertnih brojeva govori o zabranjenoj ljubavi između pjevača i Rosalite iz naslova čiji roditelji ne odobravaju njegov život rock and roll zvijezde.

## Reakcije
Nikad objavljena kao singl i općenito nepoznata po izlasku albuma, "Rosalita" se počela puštati na FM radiju nakon što je radijskim rock postajama proslijeđena unaprijeđena verzija "Born to Run". Kako je Springsteen postizao komercijalni uspjeh, "Rosalita" je postala jedna od popularnih radijskih brojeva, a još se može čuti na radijskim postajama klasičnog rocka. Iako nije objavljena kao singl, pjesma je nakon izlaska albuma naišla na pozitivne reakcije kritičara. Ken Emerson iz Rolling Stonea nazvao ju je "razuzdanim slavljem želje". George P. Pelecanos iz časopisa Uncut ju je nazvao "Jednom od velikih rock'n'roll izvedbi, blizu savršene pjesme koju je itko ikad snimio", dok je Chris T-T za isti časopis rekao: "Pustite Beatlese i Rolling Stonese, ovo je najbolja rock'n'roll pjesma svih vremena." Pjesma je uvrštena među 500 pjesama koje su oblikovale rock and roll Kuće slavnih rock and rolla. Spot za pjesmu zauzima 71. poziciju na Rolling Stoneovu popisu najboljih 100 spotova iz 1993.

## Glazbeni videospot
Početkom osamdesetih, nekoliko godina nakon objavljivanja pjesme, MTV je počeo prikazivati spot za pjesmu. Bila je to snimka koncertne izvedbe (s Darkness Toura, 8. srpnja 1978. u Arizona Veterans Memorial Coliseumu u Phoenixu u Arizoni) koja je uključivala brojna upoznavanja sastava i brojne obožavateljice koje su hrlile na pozornicu. Iako tehnički nije bio na tadašnjoj razini, spot je uhvatio energiju i razigranost Springtseena i E Street Banda na koncertu.

## Koncertne izvedbe
Mnogo godina, praktički od vremena kad je pjesma napisana, "Rosalita" je uvijek završavala regularni dio na Springsteenovim koncertima, često u rastegnutom obliku kako bi obuhvatila upoznavanje članova sastava. Bila je to "sigurna stvar" na Springsteenovim koncertima. Međutim, 19. listopada 1984. u Tacoma Domeu u Tacomi u državi Washington, tijekom Born in the U.S.A. Toura, to se iznenada promijenilo; "Rosalita" je izostavljena s koncerta. Springsteenov biograf Dave Marsh je rekao kako je to učinjeno da bi se "razbila ritualna očekivanja fanatičnih obožavatelja [...] dajući do znanja kroz izljev kreativnosti tko je boss [...] oslobodio je koncert albatrosa, pjesme koja je preduga i koja je davno prestala disati."
"Rosalita" je od tada postala iznimno rijetka pojava. Obožavatelji su zato pokretali kampanje za izvođenje pjesme držeći tijekom koncerata transparente ili plakate s natpisom "Let Rosie Come Out Tonight!". Springsteen je nekoliko puta udovoljio želji, ali ponekad i nije: kao tijekom posljednjeg nastupa gore spomenute turneje iz 1985. u Los Angeles Memorial Colisuemu, ili na većini koncerata Tunnel of Love Express turneje 1988., ili posljednje noći 15 uzastopnih koncerata u Continental Airlines Areni u New Jerseyju na Reunion Touru 1999. Konačno, tijekom američkog stadionskog dijela turneje The Rising Toura u ljeto 2003., "Rosalita" je bila dio biseva te se pojavila na sva 33 koncerta. Tijekom Magic Toura 2007. i 2008., pjesma se pojavljivala neredovito, ponekad kao reakcija na zahtjeve publike.

## Vanjske poveznice
- Stihovi "Rosalita (Come Out Tonight)"  Arhivirana inačica izvorne stranice od 18. veljače 2006. (Wayback Machine) na službenoj stranici Brucea Springsteena